# 呈色反応
呈色反応（ていしょくはんのう）とは化学反応の一種である。発色反応（はっしょくはんのう）ともいう。

## 概要
発色または変色を伴う化学反応。特に特定の試薬に対し特定の成分が変色または発色する反応をさし、広義には中和滴定の指示薬がペーハーの値によって変化したり、色調自体は同じであるが色の濃さが変化する場合も含む。比色分析や容量分析、定性分析などに利用される。

## 参考資料
- 化学小事典(三省堂、ISBN 438524025-6)